# Via delle Stelle

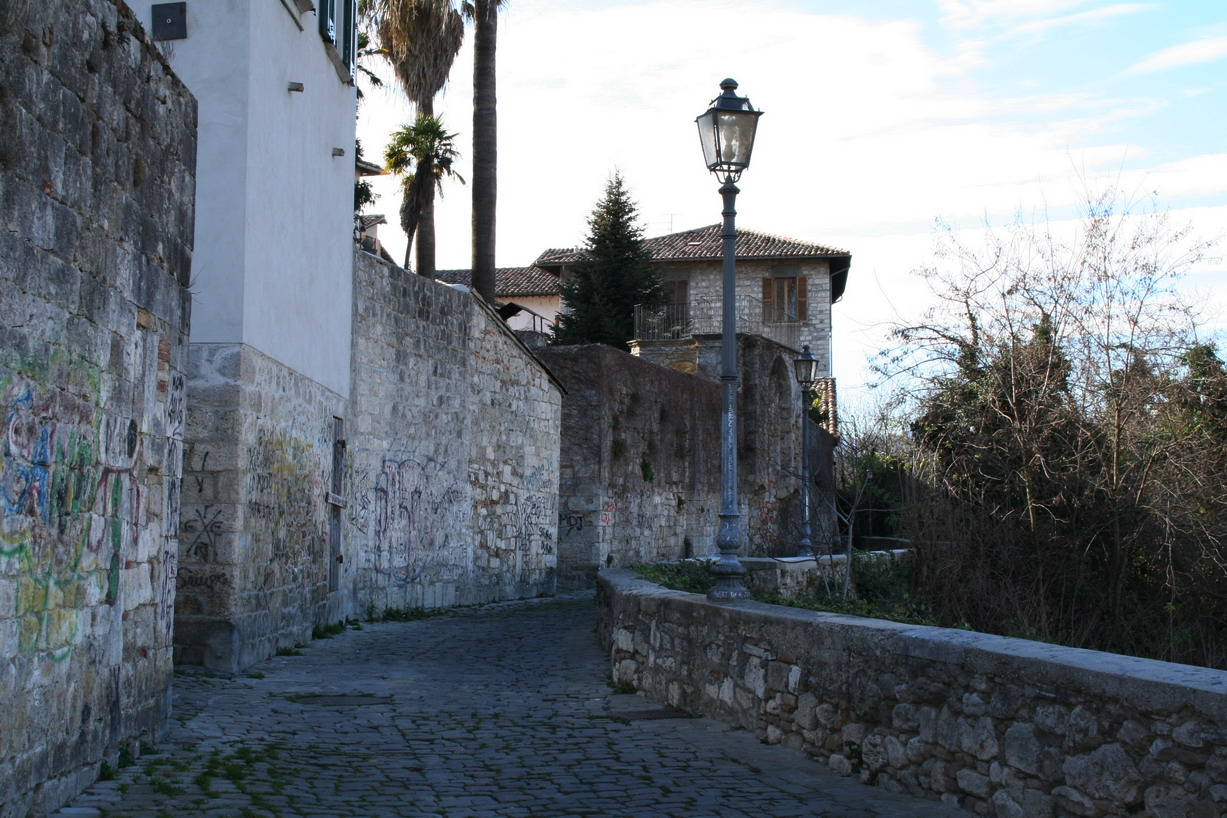
scorcio di Via delle Stelle di Ascoli Piceno

Via delle Stelle o Rua delle Stelle ('Rrétë li miérghjë, "dietro i merli" in dialetto ascolano), è una strada della città di Ascoli Piceno.

## Descrizione
Il suo percorso corre lungo il vecchio camminamento, che si snodava al di fuori delle mura cittadine, fiancheggiando la sponda destra del fiume Tronto. Intraprendere questo tragitto, che inizia dall'ex chiesetta di Santa Maria delle Stelle, da cui la rua prende il nome, e giungere fino al Ponte Romano di Porta Solestà, equivale ad un'immersione a ritroso nel tempo e fruire della possibilità di guardare il panorama, quasi intatto, di Ascoli ai tempi dell'Età comunale.
La suggestiva stradina appare lastricata con antichi ciottoli, solitaria e campestre, quasi ininterrottamente accompagnata da parte delle mura che circondavano Ascoli.
S'intravedono incantati scorci di vedute che rivelano l'imponenza e la compattezza dei campanili e delle possenti torri. Robuste abitazioni in travertino, tetti, innumerevoli ingressi di porte e di botteghe dell'età medioevale si svelano alla vista.
Dall'altro lato è possibile scorgere la ricca vegetazione che incornicia l'alveo del fiume fino alla veduta del Ponte Romano costituito da un'unica arcata a tutto sesto.
Per tutti gli ascolani via delle Stelle s'identifica con il nome di “'Rretë li mierghië” che nel pittoresco dialetto locale vuol dire: dietro i merli. Con questa espressione si ricorda l'antica merlatura ghibellina che sormontava il muro di cinta, fedelmente rappresentata da Emidio Ferretti nella sua pianta di Ascoli Piceno, incisa su rame, nel XVII secolo. I merli, andati perduti col trascorrere del tempo, attualmente non sono più visibili.
Essi costituivano un elemento architettonico idoneo alla difesa in tempo di guerra. In tempo di pace erano utilizzati per stendere al sole i prodotti dei tintori di lane e di tessuti come broccati e sete; inoltre se ne avvalevano, per i loro manufatti, anche gli artigiani conciatori le cui botteghe si trovavano numerose a Borgo Solestà, l'attuale quartiere chiamato anche Porta Cappuccina.